# Miguel Paniagua
Miguel Paniagua (Ciudad del Este, Departamento de Alto Paraná, Paraguay, 14 de mayo de 1987) es un futbolista paraguayo. Juega como mediocentro y su equipo anterior es Guaireña FC de la Primera División de Paraguay y su actual equipo es el Club Sol de América también de la Primera División de Paraguay.

## Trayectoria
Formó parte de la Selección Sub-15 paranaense y campeón con la selección sub-19 Hernandariense.
Disputó los amistosos, ante México con la selección nacional sub-23 y ante Arabia Saudita con la selección absoluta en el 2008. Una nueva convocatoria en el 2011 lo llamó a vestir la Albirroja.
Con el Club Guaraní se consagró campeón invicto del Torneo Internacional COTIF en España (Sub-20); Campeón absoluto en la categoría Reserva 2005-2007; Campeón Sub-20 del Torneo Ycuabolaños y campeón Paraguayo del Torneo Apertura 2010.
Tuvo participación en 2 ediciones del torneo Copa Libertadores y 2 ediciones de la copa sudamericana con el Aborigen.
Recibió en el 2008 el galardón como mejor jugador del Club Guaraní del año.
El 10 de julio de 2014 fichó por el Club Cerro Porteño, cedido por el Club Guaraní durante un año. 
Tras finalizar su contrato, es cedido al Club Olimpia para jugar el torneo clausura y la Copa Sudamericana del 2015 donde adquirió prestigio y consiguió la estrella número 40 para dicha institución.

## Selección nacional
Ha sido internacional con la selección de Paraguay, citado por primera vez en 2008.

## Clubes
| Club             | País      | Año       |
| ---------------- | --------- | --------- |
| Guaraní          | Paraguay  | 2005-2009 |
| River Plate      | Argentina | 2009      |
| Guaraní          | Paraguay  | 2010-2011 |
| Deportivo Cuenca | Ecuador   | 2012      |
| Guaraní          | Paraguay  | 2013-2014 |
| Cerro Porteño    | Paraguay  | 2014-2015 |
| Olimpia          | Paraguay  | 2015-2016 |
| Libertad         | Paraguay  | 2016      |
| Nacional         | Paraguay  | 2017-2020 |
| Cusco FC         | Perú      | 2020      |
| Guaireña FC      | Paraguay  | 2021-     |

## Palmarés
| Título               | Club          | País     | Año    |
| -------------------- | ------------- | -------- | ------ |
| Campeonato Paraguayo | Guaraní       | Paraguay | A-2010 |
| Campeonato Paraguayo | Cerro Porteño | Paraguay | A-2015 |
| Campeonato Paraguayo | Olimpia       | Paraguay | C-2015 |
| Campeonato Paraguayo | Libertad      | Paraguay | A-2023 |